# Хуторка
Ху́торка (рос. Хуторка) — село у складі Новосергієвського району Оренбурзької області, Росія.

## Населення
Населення — 571 особа (2010; 536 у 2002).
Національний склад (станом на 2002 рік):
- росіяни — 72 %